# Косья
Ко́сья — посёлок в Нижнетуринском муниципальном округе Свердловской области России. С 1933 по 2004 год имел статус рабочего посёлка (посёлка городского типа).
Посёлок расположен в пойме реки Ис, у подножия горы Качканар, находится к северо-западу от городов Качканара и Нижней Туры. Косья возникла как поселение на месте золотых и платиновых приисков. Добыча драгоценных металлов велась открытым (дражным и гидравлическим) способом. 
Окрестности Косьи являются кедровым заповедником.

## Топоним
Название происходит от реки Косья. С коми-перм. кöс — «сухой», «обмелевший». Окончание «я» возникло под влиянием многочисленных мансийских названий рек, оканчивающихся на «я» (манс. я — «река»).

## Географическое положение
Косья расположена в 35 километрах (по автодороге в 52 километрах) к северо-западу от города Нижней Туры, в лесной местности, в долине реки Ис (левого притока реки Туры), по обоим берегам, ниже устья реки Косьи. В 3,5 километрах к югу-юго-востоку от посёлка расположена гора Качканар высотой в 878,8 метра.

## История
Посёлок был основан в первой половине XIX века в связи с началом работы золото-платинового прииска. В 1971 году посёлок Верх-Косья был включен в черту рабочего посёлка Косья.
31 декабря 2004 года рабочий посёлок Косья был отнесён к категории сельских населенных пунктов к виду посёлок.

## Петро-Павловская церковь
В 1913 году была построена деревянная однопрестольная церковь. В том же году храм был освящён в честь апостолов Петра и Павла. Церковь была закрыта в 1930-е годы, а в 1940-е годы сгорела. В 1997 году в посёлке был вновь образован приход во имя апостолов Петра.

## Инфраструктура
В Косье есть клуб, средняя школа, детский сад, фельдшерский пункт, почтовое отделение и два магазина.
До посёлка можно добраться на автобусе из Нижней Туры (3 дня в неделю).

## Население
| 1959 | 1970  | 1979  | 1989 | 2002 | 2010 | 2021 |
| ---- | ----- | ----- | ---- | ---- | ---- | ---- |
| 4542 | ↘1029 | ↗1238 | ↘826 | ↘512 | ↘325 | ↘209 |

## Галерея

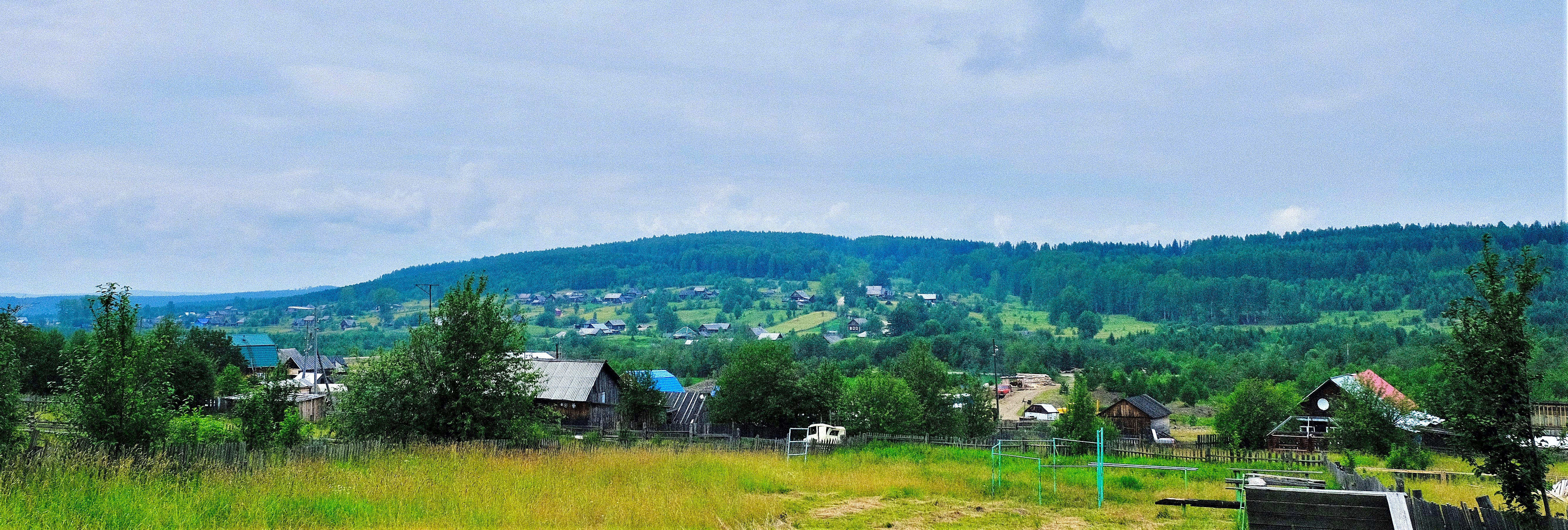
Вид на посёлок
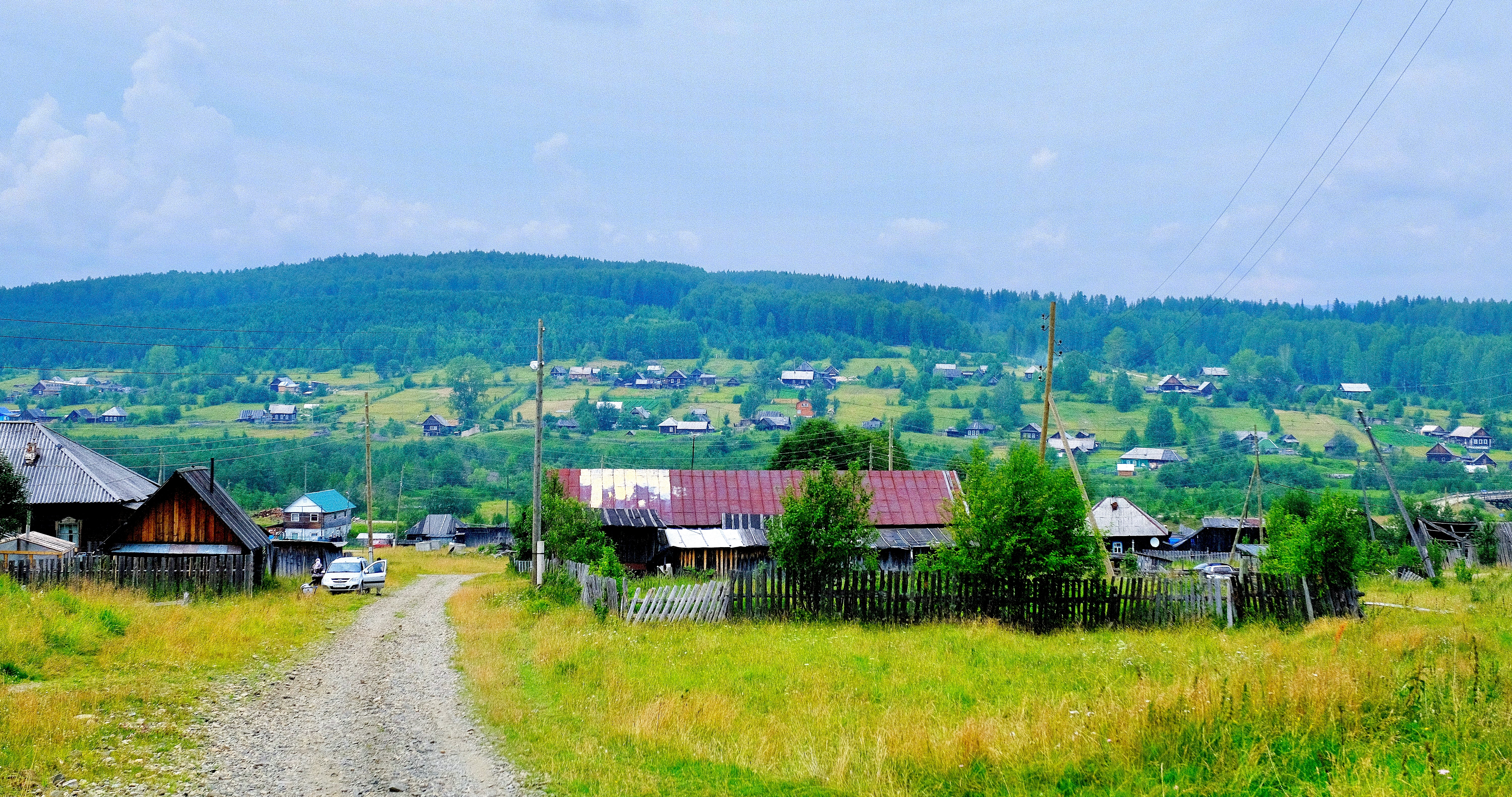
Вид на посёлок
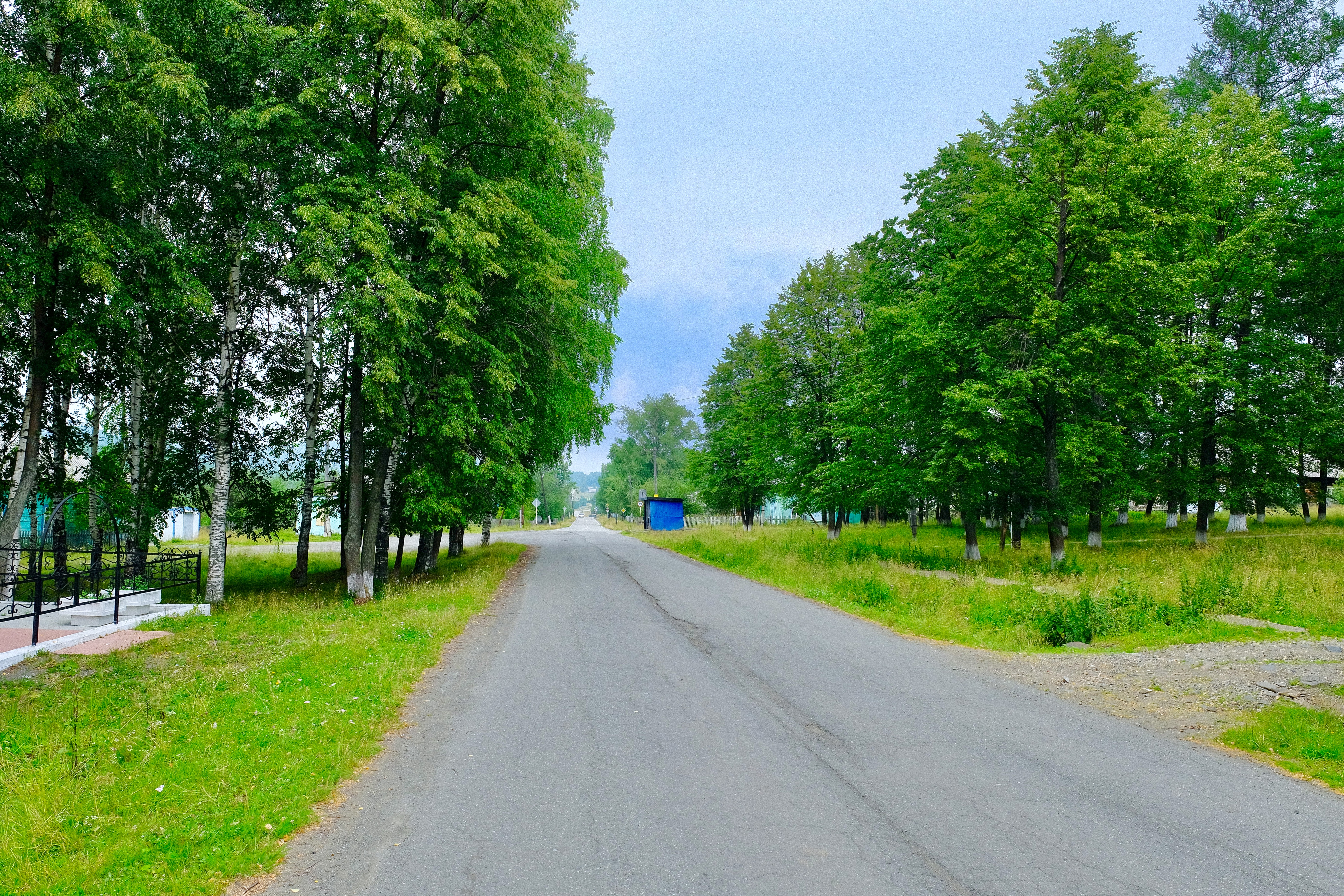
Улица Ленина
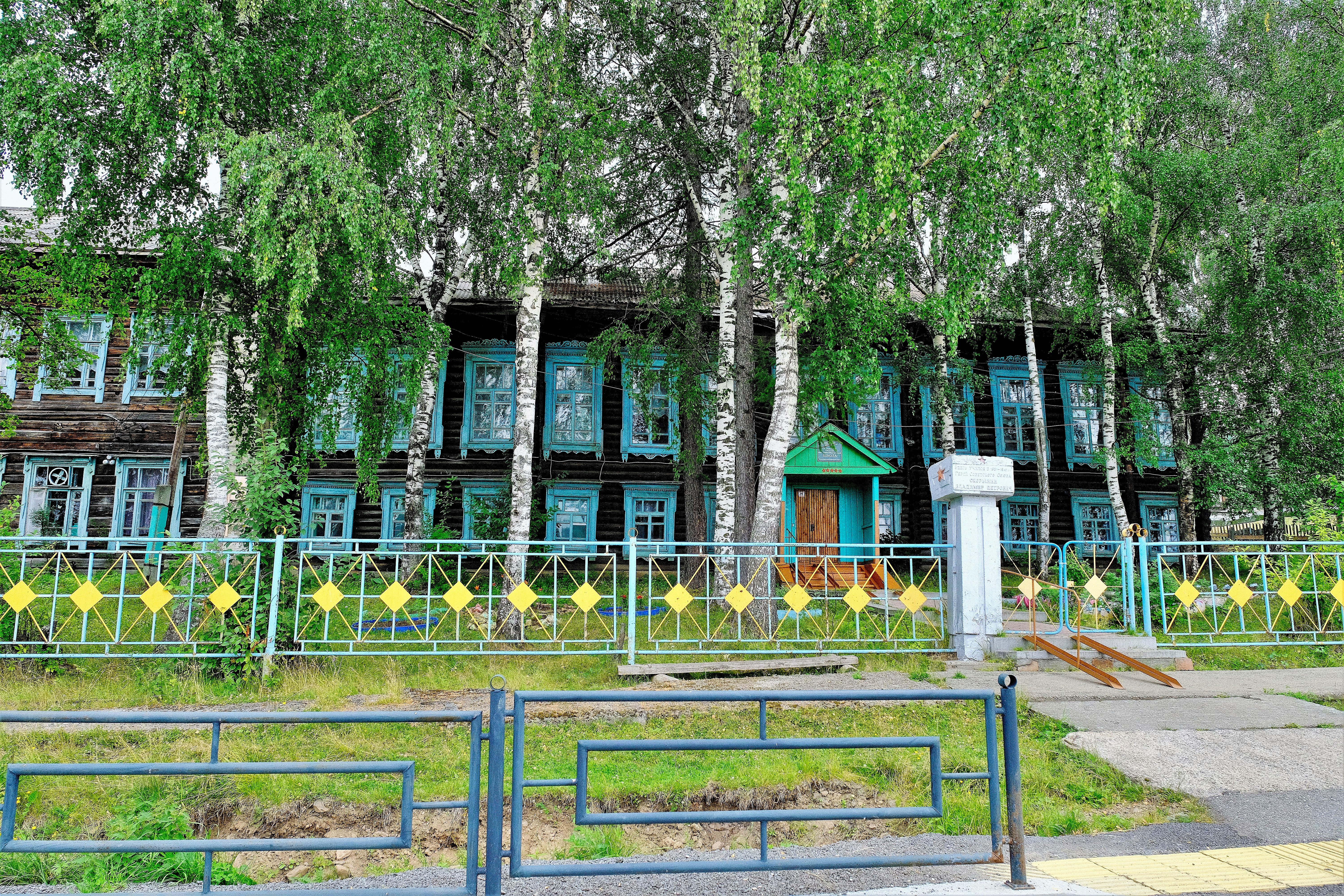
Школа и монумент памяти Героя Советского Союза Скорынина В. П., родившегося в Косье
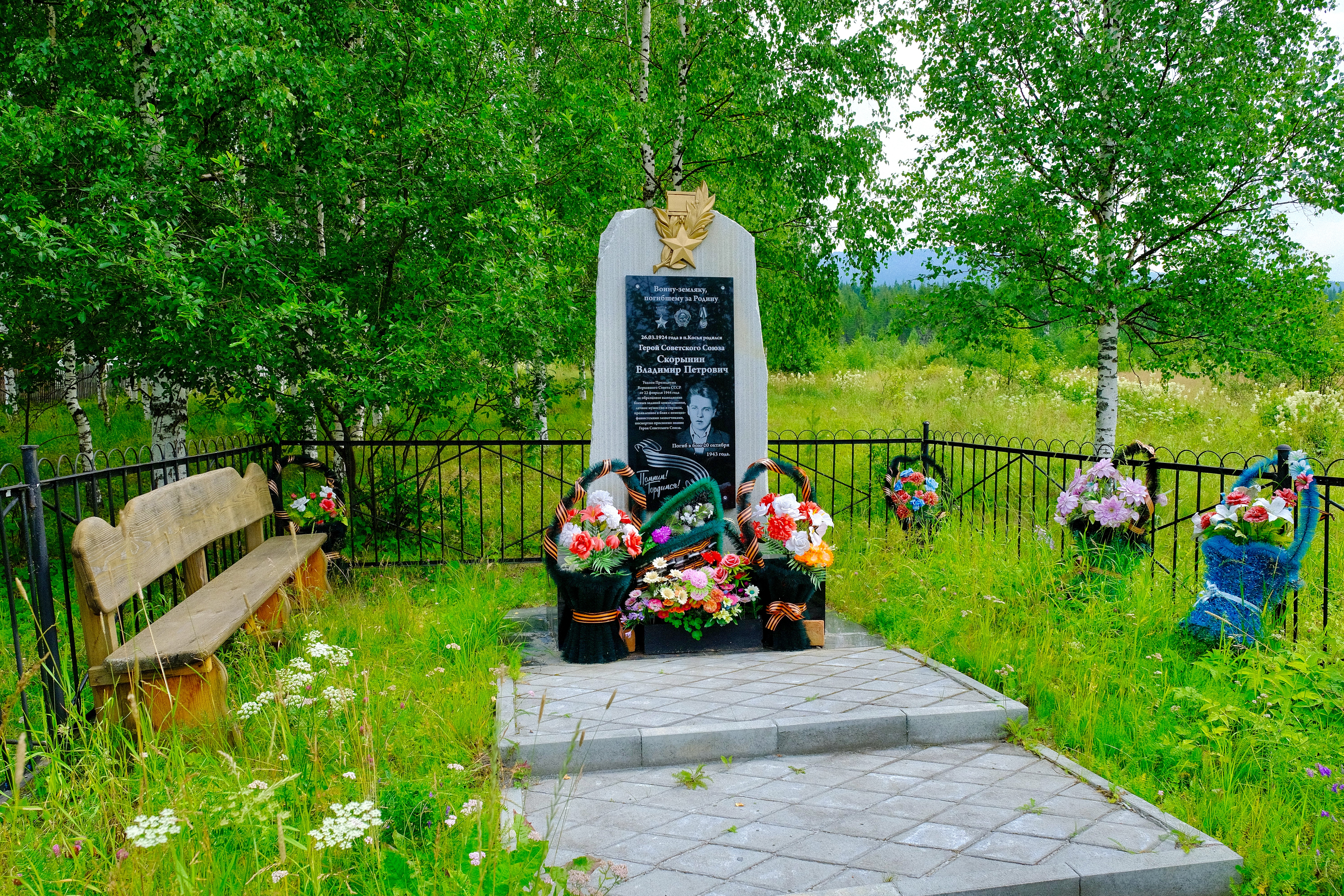
Монумент памяти Героя Советского Союза Скорынина В. П.
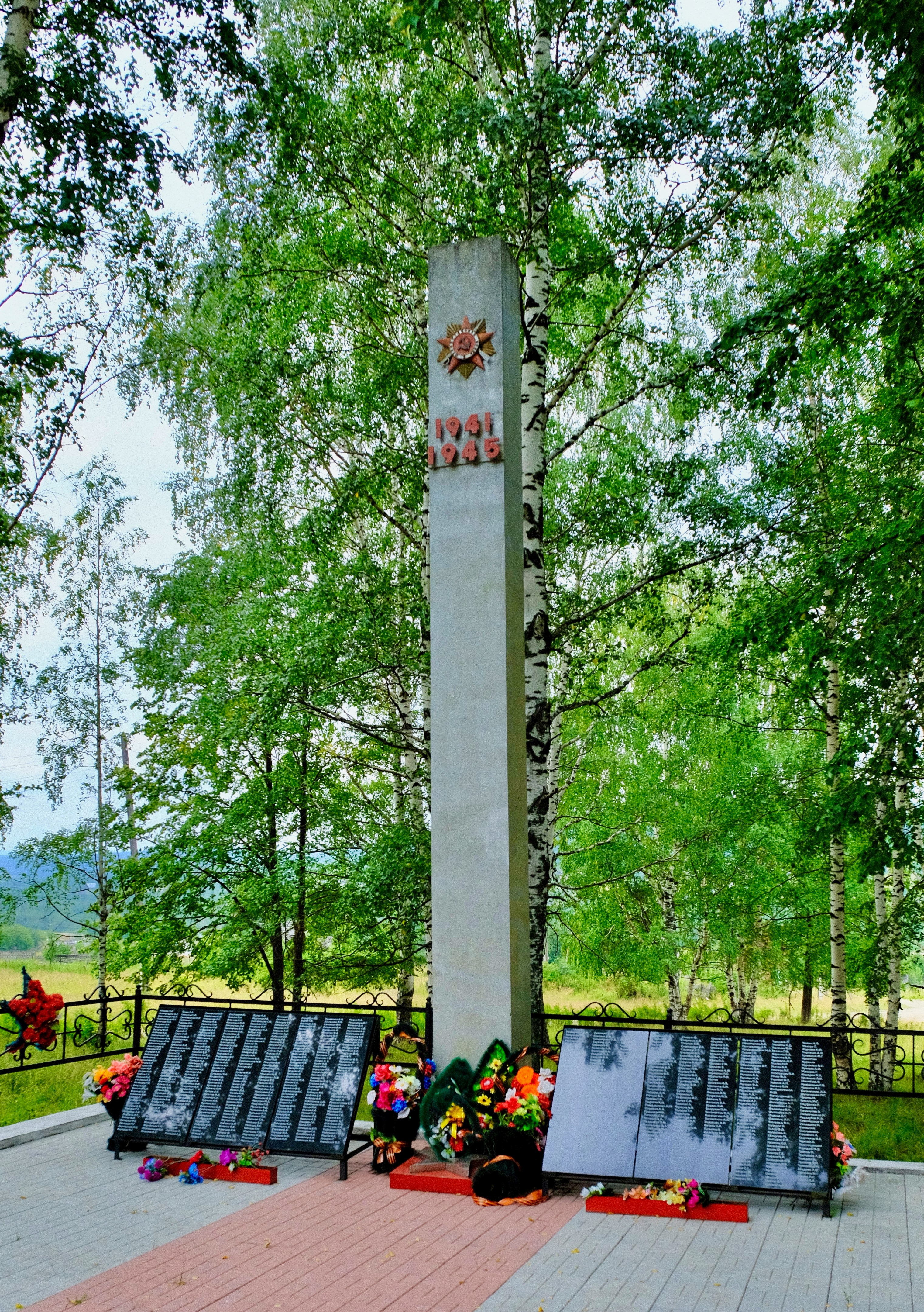
Монумент памяти погибшим в Великой Отечественной войне